# Campionati del mondo di snowboard 2013 - Slopestyle femminile
La gara di slopestyle femminile ai campionati del mondo di snowboard 2013 si è svolta a Stoneham il 17 e il 18 gennaio 2013, con la partecipazione di 37 atlete da 16 nazioni.

## Risultati

### Qualificazione
| Pos. | Bib | Nome                | Nazione       | Run 1 | Run 2 | Note |
| ---- | --- | ------------------- | ------------- | ----- | ----- | ---- |
| 1    | 15  | Spencer O'Brien     | Canada        | 83,33 | 93,00 | Q    |
| 2    | 33  | Jenny Jones         | Gran Bretagna | 88,66 | 71,66 | Q    |
| 3    | 29  | Sina Candrian       | Svizzera      | 85,00 | 88,33 | Q    |
| 4    | 16  | Ty Walker           | Stati Uniti   | 73,66 | 86,66 | Q    |
| 5    | 37  | Torah Bright        | Australia     | 83,00 | 23,33 | Q    |
| 6    | 32  | Merika Enne         | Finlandia     | 80,66 | 11,00 | Q    |
| 7    | 27  | Isabel Derungs      | Svizzera      | 80,00 | 28,33 |      |
| 7    | 7   | Shelly Gotlieb      | Nuova Zelanda | 25,66 | 80,00 |      |
| 9    | 12  | Jessika Jenson      | Stati Uniti   | 77,00 | 26,33 |      |
| 10   | 17  | Katie Ormerod       | Gran Bretagna | 66,66 | 26,00 |      |
| 11   | 9   | Cilka Sadar         | Slovenia      | 18,00 | 66,33 |      |
| 12   | 30  | Jordan Karlinski    | Stati Uniti   | 65,66 | 49,66 |      |
| 13   | 1   | Lauren Staveley     | Australia     | 64,00 | 60,66 |      |
| 14   | 8   | Kateřina Vojáčková  | Rep. Ceca     | 63,33 | 52,33 |      |
| 14   | 23  | Šárka Pančochová    | Rep. Ceca     | 63,33 | 55,00 |      |
| 16   | 20  | Anna Gyarmati       | Ungheria      | 17,00 | 61,66 |      |
| 17   | 11  | Joanna Dzierzawski  | Stati Uniti   | 18,66 | 61,33 |      |
| 18   | 31  | Rebecca Torr        | Nuova Zelanda | 59,33 | 45,66 |      |
| 18   | 13  | Anna Gasser         | Austria       | 59,33 | 9,00  |      |
| 20   | 22  | Sam Denena          | Canada        | 58,66 | 11,33 |      |
| 21   | 18  | Tania Detomas       | Italia        | 57,66 | 20,66 |      |
| 22   | 3   | Stefi Luxton        | Nuova Zelanda | 46,66 | 54,33 |      |
| 23   | 25  | Brooke Voigt        | Canada        | 49,00 | 54,00 |      |
| 24   | 21  | Lucie Zábranská     | Rep. Ceca     | 31,33 | 12,00 |      |
| 25   | 4   | Roberta Irarrázabal | Cile          | 18,33 | 16,00 |      |
| 26   | 10  | Eva Cameron         | Rep. Ceca     | 9,33  | 6,66  |      |
| 27   | 34  | Elizaveta Janjuk    | Bielorussia   | 8,66  | 7,66  |      |
| -    | 2   | Breanna Stangeland  | Canada        | DNS   | DNS   |      |
| -    | 5   | Elena Könz          | Svizzera      | DNS   | DNS   |      |
| -    | 6   | Anja Štefan         | Croazia       | DNS   | DNS   |      |
| -    | 14  | Silvia Mittermüller | Germania      | DNS   | DNS   |      |
| -    | 19  | Natallja Karamuška  | Bielorussia   | DNS   | DNS   |      |
| -    | 24  | Christina Gruber    | Austria       | DNS   | DNS   |      |
| -    | 26  | Urška Pribošič      | Slovenia      | DNS   | DNS   |      |
| -    | 28  | Ella Suitiala       | Finlandia     | DNS   | DNS   |      |
| -    | 35  | Courtney Phillipson | Australia     | DNS   | DNS   |      |
| -    | 36  | Morena Makar        | Croazia       | DNS   | DNS   |      |

### Finale
Le atlete compiono due run; per la classifica vale il punteggio migliore.
| Pos.    | Bib | Nome            | Nazione       | Run 1 | Run 2 |
| ------- | --- | --------------- | ------------- | ----- | ----- |
| Oro     | 15  | Spencer O'Brien | Canada        | 93,25 | 21,25 |
| Argento | 29  | Sina Candrian   | Svizzera      | 81,50 | 33,50 |
| Bronzo  | 37  | Torah Bright    | Australia     | 65,75 | 77,50 |
| 4       | 32  | Merika Enne     | Finlandia     | 9,25  | 59,50 |
| 5       | 16  | Ty Walker       | Stati Uniti   | 30,75 | 28,00 |
| 6       | 33  | Jenny Jones     | Gran Bretagna | 20,50 | 12,25 |